# Ken Laidlaw
Thomas A. Kenneth Ken Laidlaw (nascido em 16 de março de 1936) é um ex-ciclista profissional escocês que foi representante do Reino Unido em dois eventos nos Jogos Olímpicos de Roma 1960.